# 7. Zusatzartikel zur Verfassung der Vereinigten Staaten
Der 7. Zusatzartikel zur Verfassung der Vereinigten Staaten von Amerika (en. Seventh Amendment)  garantiert, dass bestimmte Zivilprozesse vor Jurys stattfinden und beinhaltet das Verbot für Gerichte, von Geschworenengerichten befundene Sachverhalte zu einem späteren Zeitpunkt nochmals zu prüfen (die sogenannte Reexamination Clause). Als einer der ersten zehn Zusatzartikel ist er Bestandteil der Bill of Rights. Der Oberste Gerichtshof der Vereinigten Staaten hat den Geltungsbereich des siebten Verfassungszusatzes durch den 14. Verfassungszusatz im Falle des Rechts auf Geschworenengerichte in Zivilsachen durch den Fall Minneapolis & St. Louis R. Co. v. Bombolis, 241 U.S. 211 (1916) nicht auf die US-Bundesstaaten ausgedehnt, wie er es mit vielen anderen Teilen der Bill of Rights getan hat. Allerdings hat er den Geltungsbereich der Re-Examination Clause im Fall The Justices v. Murray, 76 U. S. 274 (1869), auf die US-Bundesstaaten ausgedehnt.

## Wortlaut

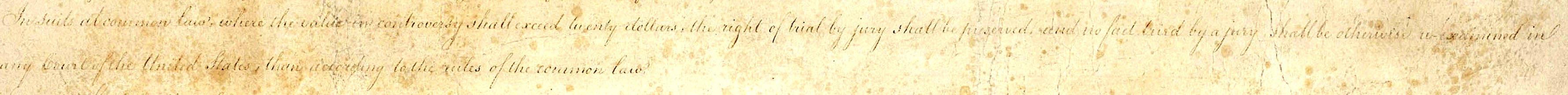
Der handgeschriebene 7. Zusatzartikel im Rahmen der Bill of Rights

“In Suits at common law, where the value in controversy shall exceed twenty dollars, the right of trial by jury shall be preserved, and no fact tried by a jury, shall be otherwise re-examined in any Court of the United States, than according to the rules of the common law.”

„In Zivilprozessen [zum Common Law], in denen der Streitwert zwanzig Dollar übersteigt, besteht ein Anrecht auf ein Verfahren vor einem Geschworenengericht, und keine Tatsache, über die von einem derartigen Gericht befunden wurde, darf von einem Gerichtshof der Vereinigten Staaten nach anderen Regeln als denen des gemeinen Rechts erneut einer Prüfung unterzogen werden.“

Der 7. Verfassungszusatz wird in der vom US-Kongress beschlossenen Gesetzesurkunde als „neunter Artikel“ (Article the ninth) aufgeführt.

## Law und equity
In England gab es zwei verschiedene Arten von Gerichten: die Gerichte des Common Law und die des Equity (kommt zur Anwendung, wenn es zu einem Interessenskonflikt zwischen zwei Parteien kommt, von denen aber keine gegen das Gesetz verstoßen hat). Erstere Rechtsart basierte auf strengen gesetzlichen Regelungen und sprach der siegreichen Partei gesetzliche Entschädigung (finanzielle Entschädigung) zu, während letztere auf den Prinzipien der Gerechtigkeit basierte und der siegreichen Partei equitable (deutsch: „gerechte“) Entschädigung (nicht-finanzielle Entschädigung, einschließlich injunctions (deutsch etwa: „gerichtlicher Verfügungen“)) zusprach. In den Gerichten des Common Law wurden juries eingesetzt, jedoch nicht in den Gerichten des Equity. Die Unterschiede im englischen System wurden im siebten Verfassungszusatz aufrechterhalten.
1938 wurden die Rechtssysteme des Common Law und des Equity durch die Federal Rules of Civil Procedure (deutsch: „Bundesregeln zu Zivilprozessen“) zusammengelegt. Der Prozess musste vor juries stattfinden, wenn der Fall vor einem Gericht des Common Law verhandelt worden wäre, wenn man die Trennung der Rechtssysteme aufrechterhalten hätte. Man hatte jedoch in Fällen, in denen es sowohl gesetzliche Forderungen als auch Forderungen in Bezug auf Equity gab, leichte Schwierigkeiten, nach dieser Regel zu handeln. Früher wäre ein solcher Prozess auf die Gerichte des Common Law und die des Equity aufgeteilt worden. Die neuen Federal Rules of Civil Procedure schlossen eine solche Aufteilung des Falles jedoch aus. Der Supreme Court entschied, dass in diesen Fällen zuerst eine jury in den gesetzlichen Fragen und dann ein Richter in den equitable Fragen entscheiden müsse. Anderenfalls hätte das Urteil des Richters in den equitable Fragen den Effekt eines collateral estoppel, das heißt, er würde die Behandlung der Fakten durch die jury vorentscheiden und damit das Recht auf einen in rechtlichen Fragen vor einer jury abzuhaltenden Prozess einschränken.

## Nachprüfung der Fakten
Die sogenannte Re-Examination Clause (Deutsch: Nachprüfungsklausel) des 7. Verfassungszusatzartikels verbietet es den Bundesgerichten, über Entscheidungen von Geschworenengerichten nach anderen Regeln als denen des Common Laws erneut zu befinden. Dieses ursprünglich nur für die Bundesgerichte geltende Verbot gilt seit den Supreme-Court-Urteilen „The Justices v. Murray“ und „Chicago, B. & Q. R.R. v. City of Chicago“ auch für die Gerichte der Bundesstaaten bzw. für Fälle, die dem Supreme Court zur Revision vorgelegt werden. Der Supreme Court hat jedoch häufiger signalisiert, dass er im Fall von Beschwerden, dass verfassungsrechtlich verbriefte Rechte versagt worden sind, frei ist, die Beweise, auf denen die Schlussfolgerungen der niederen Gericht beruhen, zu untersuchen und zu überdenken. Die Nachprüfungsklausel besagt, dass Fakten nur nach den Grundsätzen des Common Laws nachgeprüft werden dürfen. Das Common Law besagt nach Auslegung des Supreme-Court-Richters Joseph Story, dass im Nachprüfungsfall entweder durch das Gericht, wo der Fall geprüft worden ist, ein neues Verfahren gewährt werden muss oder ein Berufungsgericht für Rechtsfehler im Verhandlungsverlauf eine sogenannte venire facias de novo (Venire facias de novo ist, nachdem es Probleme mit dem ursprünglichen Juryurteil gab, eine richterliche Anordnung zur Neuzusammensetzung des Jurygremiums, welche in einem neuen Verfahren mündet) erteilen muss.
Auch wenn ein Prozess eher ein gesetzliches als ein equitable Thema hat, spielt der Richter bei der Urteilsfindung eine Rolle. Der Supreme Court stellte fest, dass Richter zu den fraglichen Fakten eine Meinung vertreten dürften (vorausgesetzt, die jury entscheidet tatsächlich über die fraglichen Fakten), die jury anweisen dürften, bestimmten Beweisen besondere Aufmerksamkeit zu widmen, und fordern dürften, dass die jury bestimmte zu dem Fall gehörige Fragen zusätzlich zu ihrem Urteil beantwortet. Wenn der Richter die vom Kläger vorgebrachten Beweise für unzureichend hält, darf er die jury anweisen, zu Gunsten des Angeklagten zu entscheiden.
Nach dem Common Law konnte ein Richter ein Urteil einer jury, von dem er meinte, es entspreche nicht den Beweisen oder der Gesetzeslage, aufheben. Common Law schloss in solch einem Fall aus, dass der Richter selbst ein neues Urteil fällte; ein neuer Prozess mit einer neuen jury wäre dann der einzige gangbare Weg. 1913 erhielt der Supreme Court im Fall Slocum v. New York Insurance Co. diese Regel aufrecht. Spätere Fälle untergruben dieses Urteil jedoch. Heute darf ein Gericht generell nur ein Urteil fällen, das den Feststellungen der jury widerspricht, wenn die Beweislast erdrückend ist.